# درآمدی بر تاریخ اندیشه سیاسی در ایران
درآمدی بر تاریخ اندیشهٔ سیاسی در ایران نخستین کتاب تألیفی جواد طباطبایی است که ویراست نخست آن با نام درآمدی فلسفی بر تاریخ اندیشهٔ سیاسی در ایران منتشر شده بود و آخرین ویراست آن(ویراست سوم) با عنوان تاریخ اندیشهٔ سیاسی در ایران؛ ملاحظاتی در مبانی نظری به دست انتشارات مینوی خرد چاپ شده است. وی در این کتاب کارش را با خواندن دقیق اندیشه پیشینیان آغاز می‌کند تا به یاری آن‌ها، اندیشه جدید امروز را بازشناسد. این کتاب دیباچه‌ای به تاریخ اندیشهٔ سیاسی در ایران است و بی‌آنکه صرف توالی تاریخی جریان‌های اندیشهٔ سیاسی در ایران دورهٔ اسلامی را دنبال کند، می‌کوشد تا برخی از وجوه پراهمیت آن را از دیدگاه فلسفی، یعنی از جایگاه و معنای جریان‌های اندیشهٔ سیاسی در فرهنگ و تمدن ایرانی، مورد بررسی قرار دهد. طباطبایی ادامهٔ این بحث را در زوال اندیشهٔ سیاسی در ایران ادامه داده‌است.

## فهرست کتاب
- پیشگفتار نسخهٔ دوم
- فصل نخست: ملاحظاتی در اندیشهٔ سیاسی از اسلام تا ایران
- فصل دوم: مقدمه بر تاریخ اندیشهٔ سیاسی در ایران
- فصل سوم: خواجه نظام‌الملک طوسی و اندیشهٔ سیاسی ایرانشهری
- فصل چهارم: منحنی تحول اندیشهٔ سیاسی غزالی
- فصل پنجم: اندیشهٔ سیاسی امام فخر رازی
- فصل ششم: تأملی در انحطاط حکمت عملی در ایران
- فصل هفتم: امتناع تأسیس اندیشهٔ سیاسی بر مبنای اندیشهٔ عرفانی
- فصل هشتم: دریافت عرفانی و اندیشهٔ سیاسی ایرانشهری
- فصل نهم: فضل‌الله روزبهان خنجی و تجدید ایدئولوژی خلافت[۳]